# Брезовица (Штрпце)
Брезовица (алб. Brezovicë) је насељено место и највећи скијашки центар на Косову и Метохији, у српској енклави општини Штрпце на самом југу Србије. У насељу се налази црква Светог Стефана, задужбина лекара и потомка руске племићке породице Растка Александрова-доктора Баташе. У близини насеља се налазе остаци тврђаве Градиште на врху Чајлије.

## Географија
Налази се на око 20 km источно од Призрена, 5 km југозападно од општинског центра Штрпца. Граница са Северном Македонијом налази се 7 km југоисточно. Ски простор се налази на северној, западној и источној страни националног парка Шар-планина. 80 km дуга планина, која се протеже између Србије и Северне Македоније, достиже висину од преко 2.000 m, а Пирибег који је са висином од 2524 km надморске висине највиша тачка у источном делу Шар-планине, налази се 8 km југоисточно од Брезовице.

## Историја
Током Другог светског рата, бугарски војници су на Видовдан стрељали 46 мештана (од чега 12 деце) на месту Ракановац код Брезовице, као одмазду за погибију једног свог војника.
Хотел „Нарцис” са 250 лежајева изграђен је 1981. поред хотела „Бреза”.

## Демографија
| Етнички састав према попису из 1981.‍ | Етнички састав према попису из 1981.‍ | Етнички састав према попису из 1981.‍ | Етнички састав према попису из 1981.‍ | Етнички састав према попису из 1981.‍ |
| ------------------------------------ | ------------------------------------ | ------------------------------------ | ------------------------------------ | ------------------------------------ |
|                                      |                                      |                                      |                                      |                                      |
| Срби                                 | Срби                                 |                                      | 323                                  | 98,48%                               |
| Албанци                              | Албанци                              |                                      | 4                                    | 1,22%                                |
| Црногорци                            | Црногорци                            |                                      | 1                                    | 0,30%                                |

| Демографија | Демографија | Демографија |
| Година      | Становника  | Становника  |
| ----------- | ----------- | ----------- |
| 1981.       | 328         |             |
| 1991.       | 445         |             |

## Галерија
- Хотел Нарцис
- Споменик из НОБ-а посвећен Шарском одреду
- Црква Светог Стефана
- Сунчан зимски дан
- Брвнара